# Анакип
Анаксип (стгрч. Ἀνάξιππος Ἀνάξιππος) био је атински комични песник периода нове комедије.
Био је савременик Антигона и Деметрија I Полиоркета. Он је био изразито професионално активан око 303. пре нове ере.
Сачувани су наслови четири његове драме и можда још једне.